# بيير بول برودون

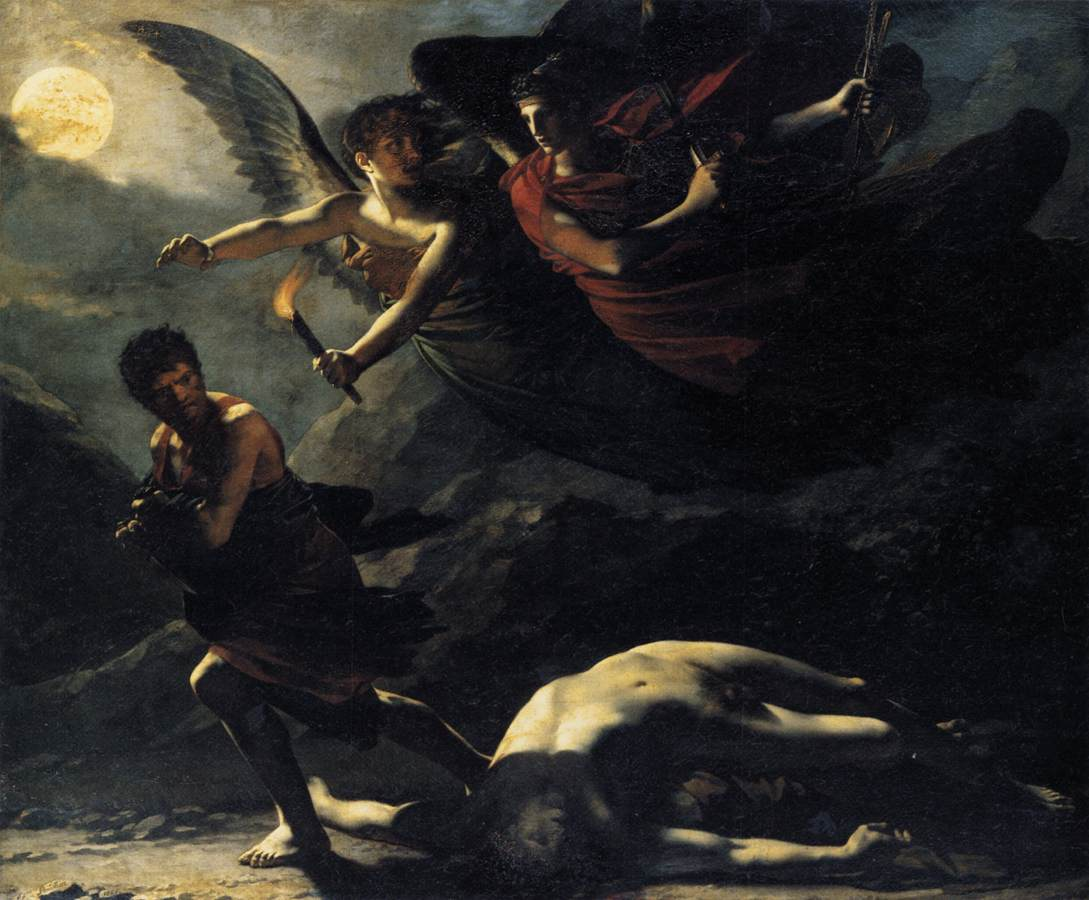
«العدالة والقصاص الإلهي يطاردان الجريمة» - (1808 م، اللوفر).

بيير بول برودون (بالفرنسية: Pierre-Paul Prud'hon)‏ (1758 - 1823 م) هو نحات ومصور فرنسي.

## روابط خارجية
- بيير بول برودون على موقع الموسوعة البريطانية (الإنجليزية)
- بيير بول برودون على موقع ميوزك برينز (الإنجليزية)
- بيير بول برودون على موقع ديسكوغز (الإنجليزية)